# 最適化モデル
最適化モデル（さいてきかモデル）は、生物の行動などの進化に関する作業仮説の一つ。生物の行動や形質は得られる利益が最大になるように行われているという考え方。最適化仮説、最適戦略説、あるいは単に最適説とも呼ばれる。

## 概要
最適化モデルは行動生態学の発展初期を支えた考え方のひとつである。基本は、生物の行動は生活する環境に対して最適に、最も効率よく対応するように進化しているはずだ、というものである。しかしこれだけでは自然選択説の言い換えに過ぎない。
この考え方で重要なのは、次のような視点である。動物（動物に限らなくてもよいが、行動を考える際の対象はたいてい動物である）がなんらかの行動を取るのは、それによって得るものがあるからである。しかし行動を取ることには必ずなにがしかのデメリットや負担が伴う。例えば動くためのエネルギーとか、動くことによって敵に発見される危険などである。得るものと失うものを比べた場合に、得るものが大きくなければその行動は発達しない。そして得るものを最大化するように行動が決定されるというのがこの考え方の骨子である。
例えば、砂地で営巣する鳥が巣の中で卵を抱いているとき、ひな鳥が生まれると、鳥は卵の殻を巣から離れた場所に捨てに行く。これは、卵の外側やひな鳥は保護色になっていて外からは目立たないが、割れた卵の内側は真っ白であり、敵の眼を引きやすいので、巣から離れたところへ持って行くことで、ひな鳥が敵に狙われる危険性を少なくする効果があると考えられる。ところで、卵の殻をどれくらい遠くへ持って行けばいいだろうか？
あまり近くては巣を見つけられてしまうだろうから、できるだけ遠い方がいいと考えられる。しかし卵を遠くに捨てに行くには時間がかかる。その間、巣をあけることになるから巣のひな鳥が襲われる危険がある。つまり、ひな鳥が襲われて死ぬ確率は、卵の殻が遠くへ捨てられるほど低くなるが、そのために巣をあける時間が長引くと増加する。そこで、この両者を足し合わせて死亡確率が最も低くなるのが、最適な卵の殻を捨てる距離であると考えられる。そして、おそらくその鳥の仲間の中で最適な距離に殻を捨てることができた個体が子孫をより多く残すことができるだろう、そのような捨て方が広まって行くだろうと予想される(Krebs & Davies 1981,pp.49-51)。
この考えを最初に提唱したのはR. H. マッカーサーとE. R. ピアンカで、1966年のことである。当初は動物の摂食行動で、餌を取るのにかかるエネルギー支出と、そこから得られる餌をエネルギー獲得に換算したものを比較して、その差で得られる採餌効率を最大にする方法が最適戦略である、といった論旨であった。

## 投資と利潤
このように、ある行動をとるために「消費する何か」と、それによって「得られる何か」を比べて、差引して得られるものの価値が最大になるように進化するだろうというのが最適戦略選択説である。ここで消費する何かを投資（コスト）、得られる何かを利潤（ベネフィット）と言う。コストは動物の種や場合によってさまざまで、時間であったり、自らの危険であったり、エネルギーであったりする。これらはいずれも個体にとって有限の資源である。ベネフィットも、餌、住みか、配偶者、その他さまざまである。したがって、このコストとベネフィットを直接に比較して計算するのは簡単ではないが、短期的にはエネルギーに換算すれば差引が可能になる場合も多いし、長期的には（あるいは繁殖に関係するなら）適応度のような形で計算することもできる。
コストとベネフィットという考えは、生態学において、さらに広い範囲で利用される考え方になった。行動生態学の発展によって行動の進化を群れ単位ではなく、個体単位で考えることが可能になった。
たとえば繁殖に関する行動では、雄と雌では子供へかけるコストが異なることが明らかになっている。哺乳類では雌は胎内で子供をかなりの大きさまで育てるうえ、生まれた子供をさらに哺乳して育てる。それに対して雄は子育てにどのようにかかわるかを別にすれば、わずかの量の精子が必要なだけである。つまり、子を得るために自分が提供するエネルギーの量が性によって大きく異なる。さらに、雌は妊娠中は余分な体重を支え、さらに出産をするが、そのあいだに自らの生命を危険にさらすのもコストの一部である。そこで、繁殖戦略はオスとメスで異なり、時には両者の利害が衝突することもあるだろうと考えられるようになった（性淘汰#雌雄間の対立も参照のこと）。たとえば、子供を育てられる場合、その育てる子供の価値は、雄にとってよりも雌にとってのほうが高くなることが多いと考えられる。また、メスだけが育児する生物に限れば、同時に子供の存在がコストに見合うかどうかを判断しなければならない率もメスのほうが高いといえる。メスだけが子育てをする動物では、メスはコストに見合わないと判断した場合育児放棄や子殺しを行う。この場合、子供へのコストをかければかけるだけ子供を殺した時のロスは大きいので、なるべくコストを払っていない段階で子殺しをしたほうが得策であるが、実際は子がある程度成長しても必要に応じて子殺しは見られる。しかし子殺しはメスのみが行うものではなく、オスも子育てに参加する種では、オスは自分以外の子を殺してメスに自分の子を生ませることがよく起こる。これは自分以外の子供、特に赤の他人の子に投資するリスクは繁殖戦略として基本的に無価値であること、またそれを避けるための子殺しは抵抗される可能性が少なく、リスクはゼロに等しいことがある。ヒトの場合はメスが重い子育ての負担をしながらも、オスも子育てに多少かかわり、かつオス優位の群れで生きる生物であるので、どちらのタイプの子殺しも起こり、また群れ全体の利益も間接的なファクターとして子殺しにかかわってくる。
この論理をヒトに当てはめ、雄はあちこちで受精して回る方がより多くの子を残せるから、浮気性に進化するのだ、と言った説もあり、ある程度までは正しいとされるが、実際には雄が育児に参加した場合の育児成功率も考慮せねばならず、個々の動物について具体的に検証しなければならない。

## 位置付け
動物の行動を観察するのは難しくないが、それを系統立てて論じるのは簡単ではない。一般に、動物の習性は理にかなっており、自然の巧みさとか、動物の知恵と言った紋切り型の説明で終わりがちであるが、それでは話が進まない。この部分を大きく進めるきっかけとなった考え方の一つが、最適化モデルである。
行動のさまざまな側面を、実証可能な形にした点が重要である。特に、行動の中の量的側面を研究の対象とすることが、この理論によって可能になったことが大きい。また、血縁選択説から始まった利己的遺伝子論などを武器とした行動生態学の興隆の時期にも、その分析の下支えをする形で大いに利用された。
また投資と利潤という概念は、行動以外にも確保したエネルギーをどこにどれだけ配分するのが最適か、より広い範囲に適用することが可能である。例えば植物では光合成で得たエネルギーを、どれだけ繁殖に使うのが最も有利か、というように繁殖戦略や生活史戦略全体を量的に考えることが可能になったのである。

## 批判
最適化仮説の考え方は、行動学で新たな実証的な理論となった。しかし当然、批判もある。たとえば、ある行動を解釈する場合に、コストとベネフィットとして勘案するべき具体的な要因がどれであるかの選択に恣意性がある。まず考えられる要因を取り上げて比較し、実際の行動と付き合わせてそれではうまく説明できないなら、別の要因を持ち出すことになるが、それではうまく話の合うようつじつま合わせをするいわゆるお話作りに陥る可能性がある。
また、生物が本当に最適な状態に適応しているとは限らない。生物は、進化の過程で時間をかけて変化して行くものだと考えられる。もちろん、最適化仮説もこれを前提としてはいる。適応が進む前には、最適な形質とはずれた状態があることになる。とすれば、現在が既に最適な状態に達している保証はない。また適応は常に過去の環境に対して行われるものであるから、それが現在見られるものと同じとは限らない。頻度依存的に選択を受ける形質のように、最適解が存在しないか、常に最適解が変動している場合もある。
全ての行動が最適化されているとアプリオリに仮定されており、理論の後付け説明に過ぎないとも批判される。この方法論を最初に導入した中の一人であるジョン・メイナード＝スミスは最適仮説は検証可能な仮説を作り出すことができると述べた上で、次のように指摘している。「（我々が最適化仮説を検証しようとするとき）自然が最適化しているという一般的な命題を検証しているのではなく...個々の特定の仮説を検証しているのだ」